# Абісай Шинінґаямве
Абісай Ндешипанда Шінінґаямве (англ. Abisai Ndeshipanda Shiningayamwe; нар. 16 травня 1978, Волфіш-Бей, Південно-Західна Африка) — намібійський футболіст, воротар.

## Клубна кар'єра
Народився в місті Волфіш-Бей. Футбольну кар'єру розпочав у 2000 році в команді рідного міста «Блу Вотерс», кольори якого захищав до 2008 року. У намібійській Прем'єр-лізі дебютував у 2000 році. У 2000 та 2004 роках разом з «Блу Вотерс» виграв чемпіонат Намібії. У 2006 році перейшов до столичного «Цивіксу», проте вже незабаром перейшов до південноафриканського клубу «Джомо Космос». У 2013 році повернувся до Намібії, де підписав контракт з «Орландо Пайретс» (Віндгук). Футбольну кар'єру завершив по закінченні сезону 2016/17 років.

## Кар'єра в збірній
У футболці національної збірної Намібії дебютував 2006 року. Учасник Кубку африканських націй 2008 року. Зіграв у 3-х матчах: з Марокком (1:5), з Ганою (0:1) та з Гвінеєю (1:1).

## Досягнення
- Прем'єр-ліга Намібії
  -  Чемпіон (2): 2000, 2004